# Княгинин (Кам'янець-Подільський район)
Княги́нин — село в Україні, у Кам'янець-Подільській міській громаді, Кам'янець-Подільського району Хмельницької області.

## Назва
Місцева легенда про походження назви засвідчує:
| | \| «В сиву давнину міська пані Розенберг захотіла жити на природі, щоб більше мати свіжого повітря. І ось на своїй земельній ділянці біля лісу вона побудувала великий маєток із всіма життєвими прибудовами, комори, конюшні. На будову маєтку пані привела своїх кріпаків, яких в неї було чимало. Оселилася пані із своєю сім'єю в маєтку, оселилися і кріпаки. Поступово кріпаки одержували маленькі земельні наділи, на яких з тяжкими труднощами зводили собі житло. Пані Розенберг мала титул «княгині». І ось так, на тих земельних ділянках, де будувалися кріпаки, почало утворюватися село, яке дістало назву від титулу пані Розенберг – «княгині» - Княгинин.[1]». \| |
| «В сиву давнину міська пані Розенберг захотіла жити на природі, щоб більше мати свіжого повітря. І ось на своїй земельній ділянці біля лісу вона побудувала великий маєток із всіма життєвими прибудовами, комори, конюшні. На будову маєтку пані привела своїх кріпаків, яких в неї було чимало. Оселилася пані із своєю сім'єю в маєтку, оселилися і кріпаки. Поступово кріпаки одержували маленькі земельні наділи, на яких з тяжкими труднощами зводили собі житло. Пані Розенберг мала титул «княгині». І ось так, на тих земельних ділянках, де будувалися кріпаки, почало утворюватися село, яке дістало назву від титулу пані Розенберг – «княгині» - Княгинин.». | |

Проте історики дотримуються іншої думки. У працях краєзнавця Юхима Сіцінського є відомості, за якими Княгинин, знову ж таки за легендами, заснував невідомий кам'янецький князь, котрий полював у сусідніх лісах і знайшов це гарне місце. Саме тут він вирішив побудувати замок для своєї дружини.

## Географія
Село Княгинин розташоване за 16 кілометрів автодорогами від Кам'янця-Подільського біля річки Жванчик у південно-західній частині Кам'янець-Подільського району.
Княгинин умовно ділиться на декілька районів — є тут Симаківка, Петрівка, Климівка, Долина, урочище Футейка.

### Клімат
Княгинин знаходяться в межах вологого континентального клімату із теплим літом, у так званому «теплому Поділлі». Але діяльність людини призводить до зміни клімату та глобального потепління. Рівень наповнення річок водою в області становить лише 20 % від необхідного стандарту, значна частина земної поверхні стає посушливою. Для покращення ситуації варто було б відновлювати екосистеми та лісові насадження.

## Історія

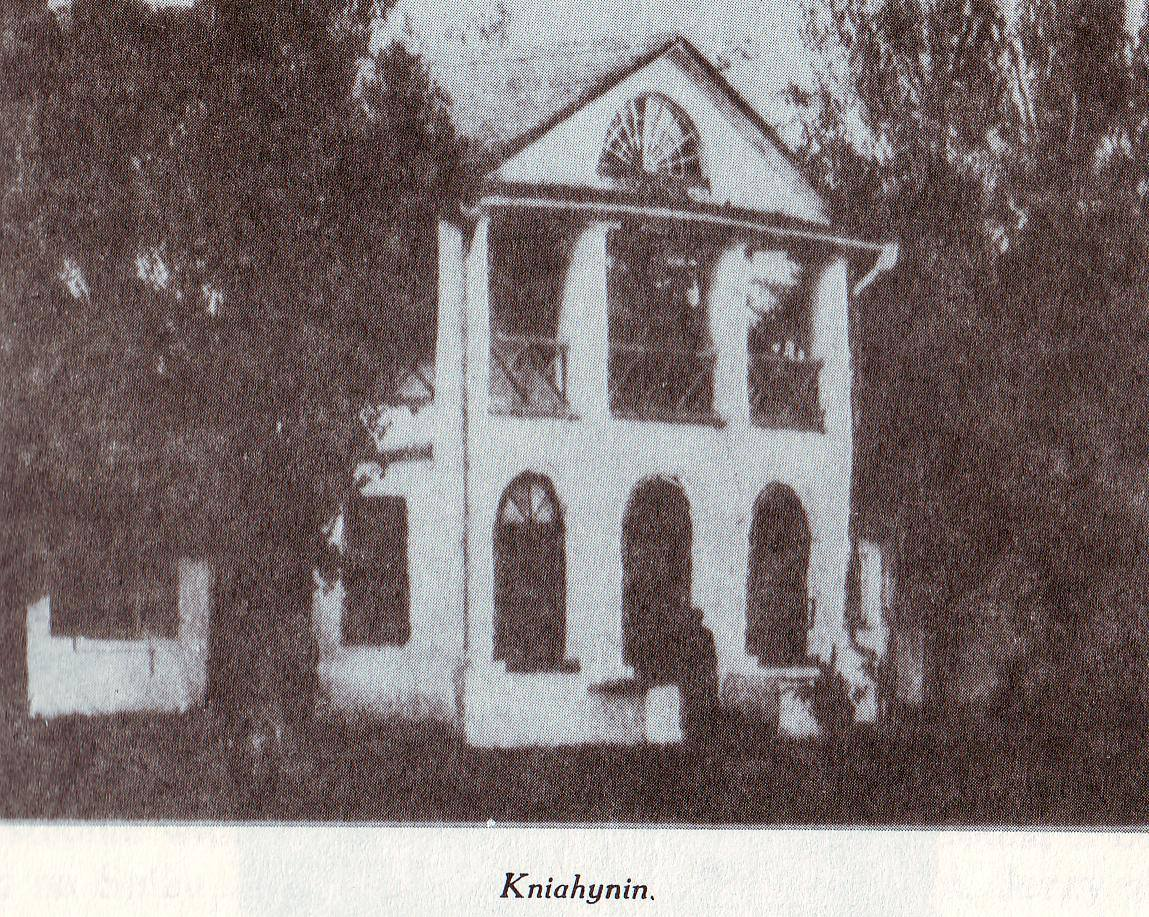
Палац Орсіні-Розенберг

На околиці села виявлено городище, воно належало давньоруському населенню і входило до складу Галицько-Волинського князівства. Городище багатошарове. Колись тут було розташоване трипільське поселення; крім того, зустрічається матеріал скіфського часу. Воно входило до ряду тих військових фортець, які захищали південно-західні кордони Галицько-Волинського князівства від нападів зовнішніх ворогів. Знаходиться на правому березі річки Жванчик, на високому скелястому мисі, урочища «Городисько». Городище являє собою укріплення мисовидного типу. Територія мису в трьох місцях перерізана валами. Городище — пам'ятка археології IX—XIII століть.
Відоме з XV століття, у давніх актах згадується від 1428 року, як надання короля Ягайла для Вратслава Даниловича.
24 лютого 1436 року польський король Владислав III Варненчик записав Варціславу Вишковичу з Данилковичів 100 гривень на село Княгинин за заслуги в обороні Поділля.
У 1613 році був напад татар на село.

Церква Божої матері згадується з 1739 році. Нова кам'яна церква Різдва Богородиці збудована в 1790—1822 роках на кшталт костелу. В церкві була ікона трьох святителів з написом: 
| | \| «Сію икону стараніемъ своимъ справил р.Б.Васили и Алекси сынъ Грынка Колесника за отъпущеніе гріхов своихъ и за жену свою Анну и за чада свои Гнатъ и Катерина, которыхъ у войну турки забрали въ року 1766. Сооружено R. 1774 їи». \| |
| «Сію икону стараніемъ своимъ справил р.Б.Васили и Алекси сынъ Грынка Колесника за отъпущеніе гріхов своихъ и за жену свою Анну и за чада свои Гнатъ и Катерина, которыхъ у войну турки забрали въ року 1766. Сооружено R. 1774 їи». | |

Урочищі «Футейка» на південний захід від села — у печері були одвірки, гарно висічені з каменю. За переказами, тут жив розбійник Волос (Волох), або Алексей Добущак.
Селом якийсь час володіли поміщик Гумецький, якому належала сусідня Рихта, та поміщик Конецпольський. Згодом частину придбав Августин Тржецький, іншу — Микола Рожаловський. І саме донька останнього, вийшовши заміж за Розенберга, отримала в якості весільного подарунка увесь Княгинин.
Двоповерховий особняк, збудований у 1817 році Миколаєм Рожаловським, було зруйновано. У 1842 році Алойзі Орсіні-Розенберг збудував двоповерховий будинок у стилі неокласицизму. З передньої сторони на першому поверсі був портик з трьома аркадами на другому поверсі з чотирма квадратними стовпами, які підтримують трикутний фронтон. Садиба була зруйновано комуністами.
Внаслідок поразки Перших визвольних змагань на початку XX століття, село надовго окуповане російсько-більшовицькими загарбниками.
Радянська окупація принесла колективізацію та розкуркулення, селяни зазнали репресій. Багатьох частинах Поділля відбувались масові селянські повстання, проти радянської влади.
В 1932–1933 селяни села пережили сталінський Голодомор.
Підчас Другої світової війни зверх 200 людей було мобілізовано, із них повернулося тільки половина. У 1946—1947 роках мешканці села вчергове пережили голод.
В період 1953—1963 роки село повністю електрифікували, збудували медичний пункт, завершили перебудову школи.
З 1991 року в складі незалежної України.
12 червня 2020 року шляхом об'єднання Кам'янець-Подільської міської ради обласного значення та Колибаївської і частини Довжоцької сільських територіальних громад, село увійшло до складу Кам'янець-Подільської міської громади. Об'єднання в громаду має створити умови для формування ефективної і відповідальної місцевої влади, яка зможе забезпечити комфортне та безпечне середовище для проживання людей.
Колишній орган місцевого самоуправління — Ходоровецька сільська рада.

## Населення
За даними на 1998 року: дворів — 294, мешканців — 766.
За переписом населення України 2001 року в селі мешкало 687 осіб.

### Мова
У селі поширені західноподільська говірка та південноподільська говірка, що відносяться до подільського говору, який належить до південно-західного наріччя.
Розподіл населення за рідною мовою за даними перепису 2001 року:
| Мова       | Відсоток |
| ---------- | -------- |
| українська | 99,27 %  |
| російська  | 0,58 %   |

## Охорона природи
Село лежить у межах національного природного парку «Подільські Товтри». Поблизу села знаходиться ботанічний заказник місцевого значення «Три горби». Також поряд зі селом є печери «Вівтар» та «Симаківка». Між селами Княгинин та Нагоряни розташований заказник Лазарево.

## Галерея

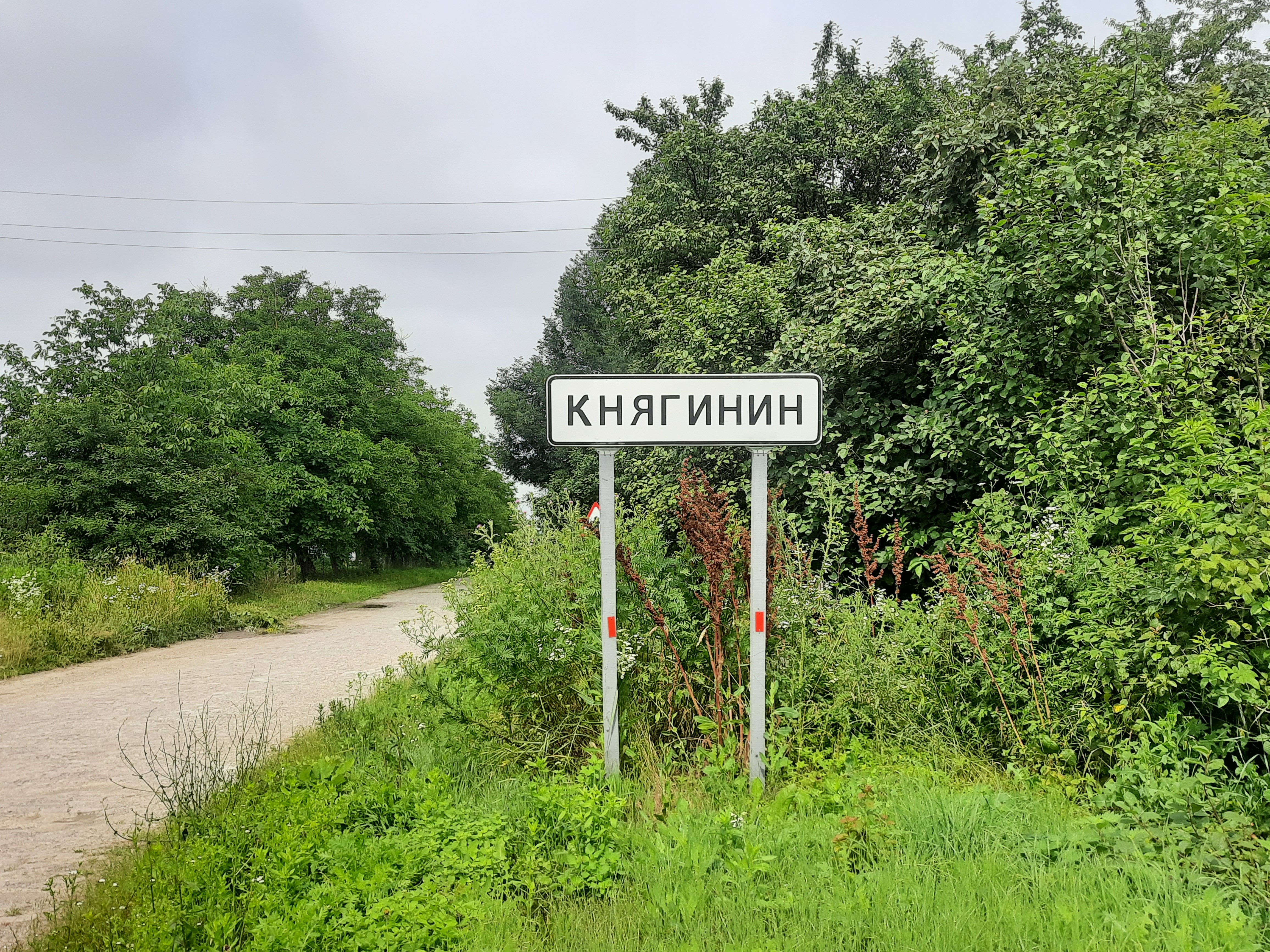
В'їзд у село
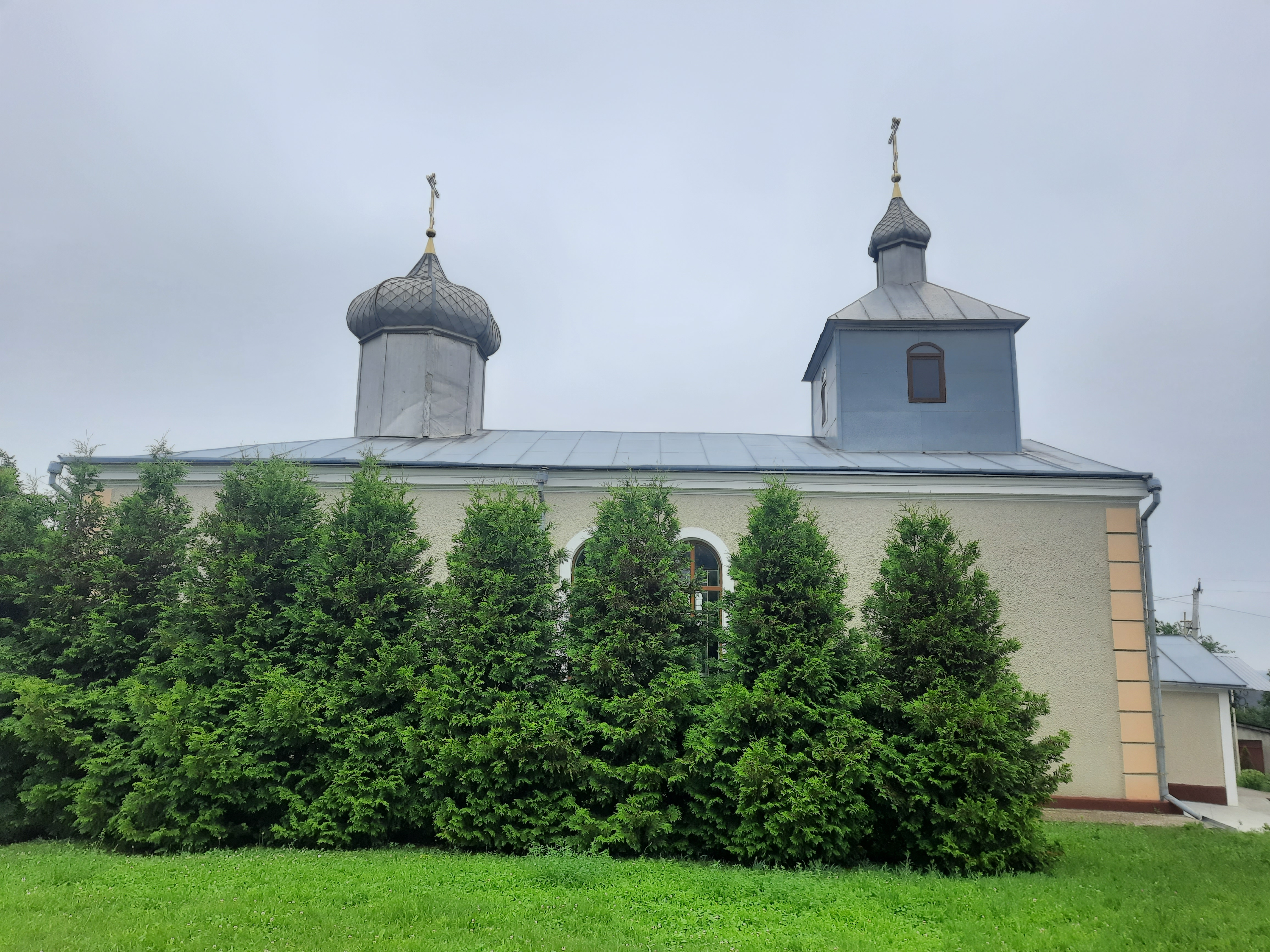
Церква Свято-Різдва Пресвятої Богородиці
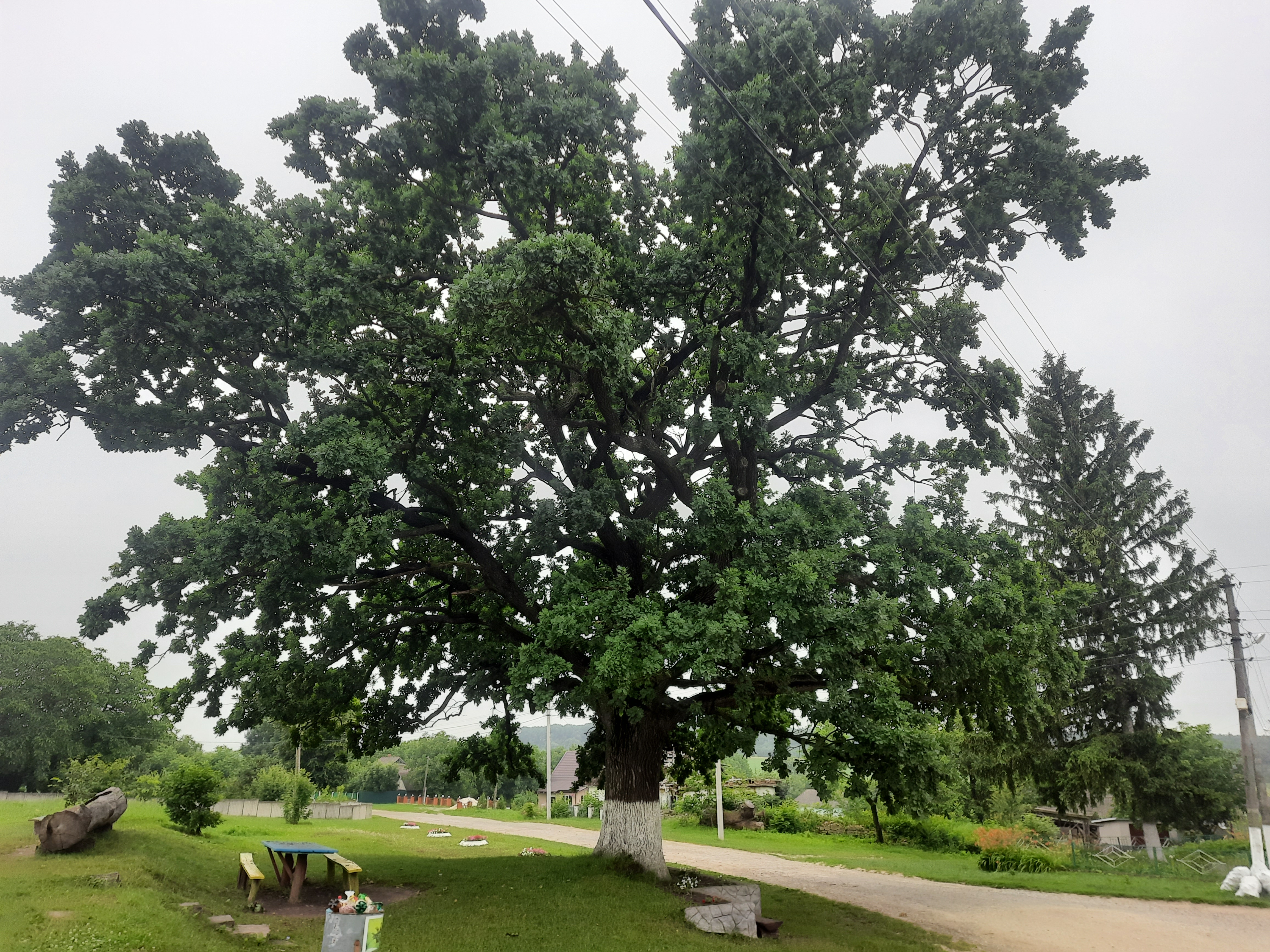
Віковічний дуб - символ села
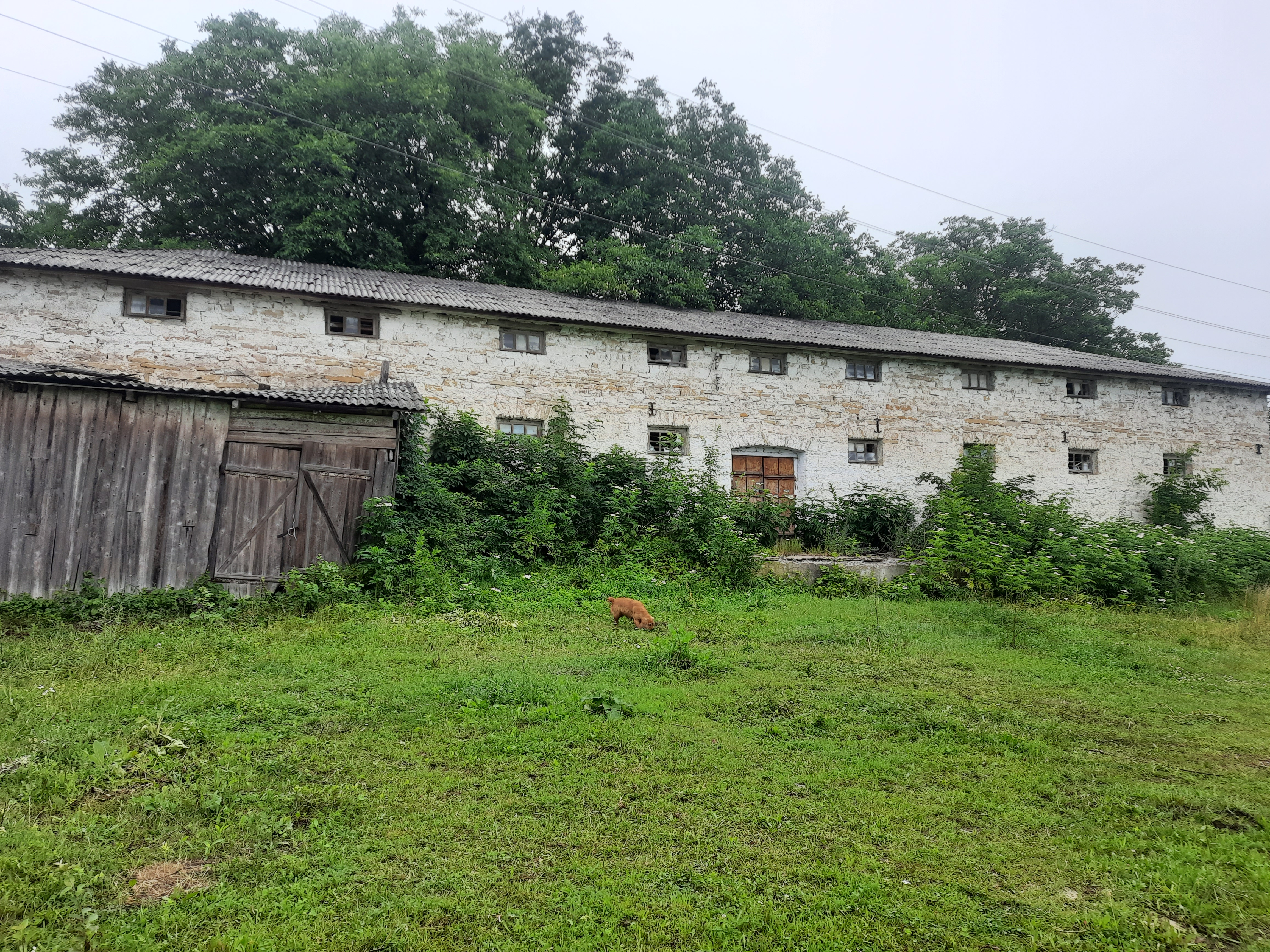
Колишня панська комора
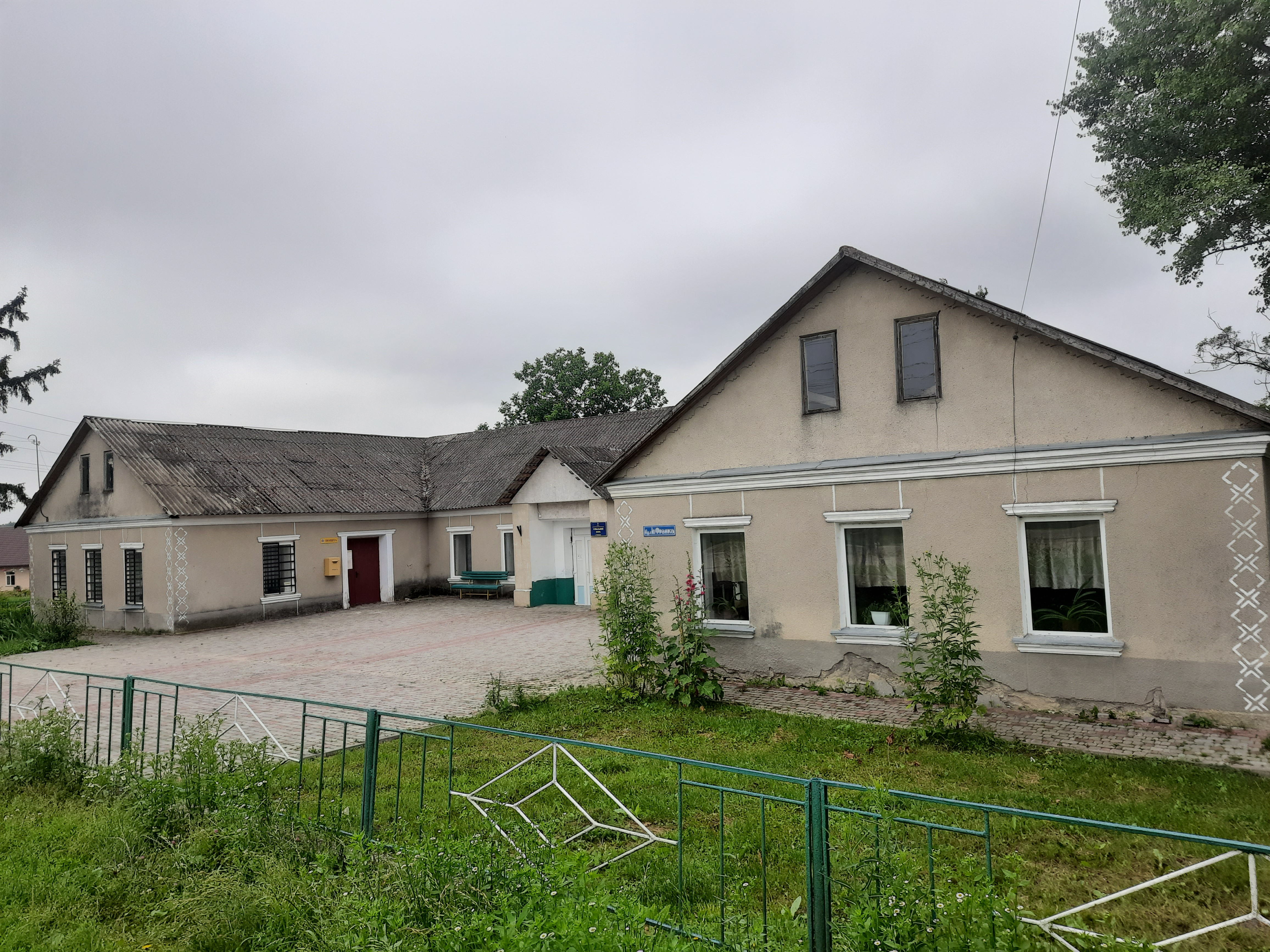
Сільський клуб
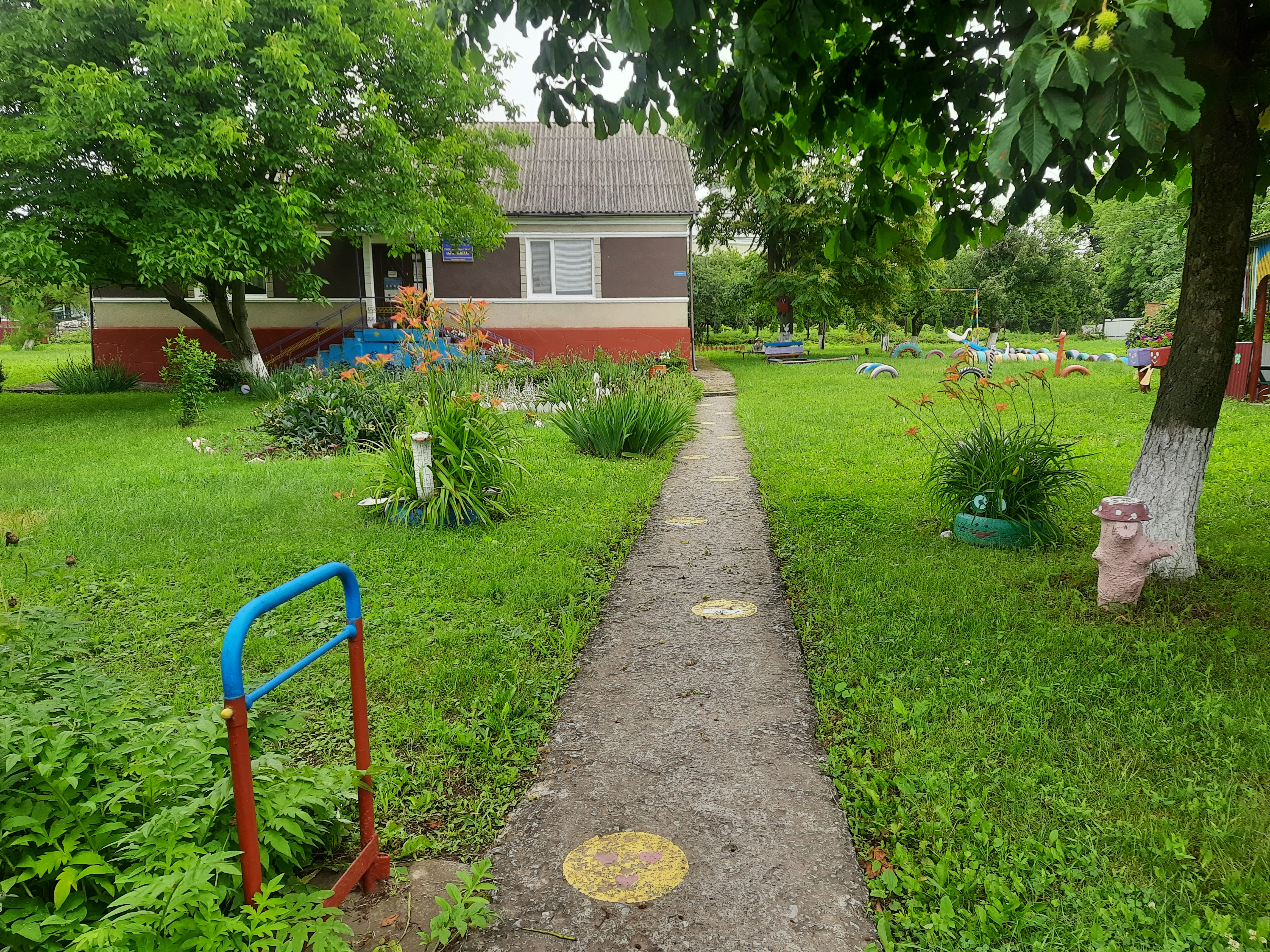
Дитячий садок
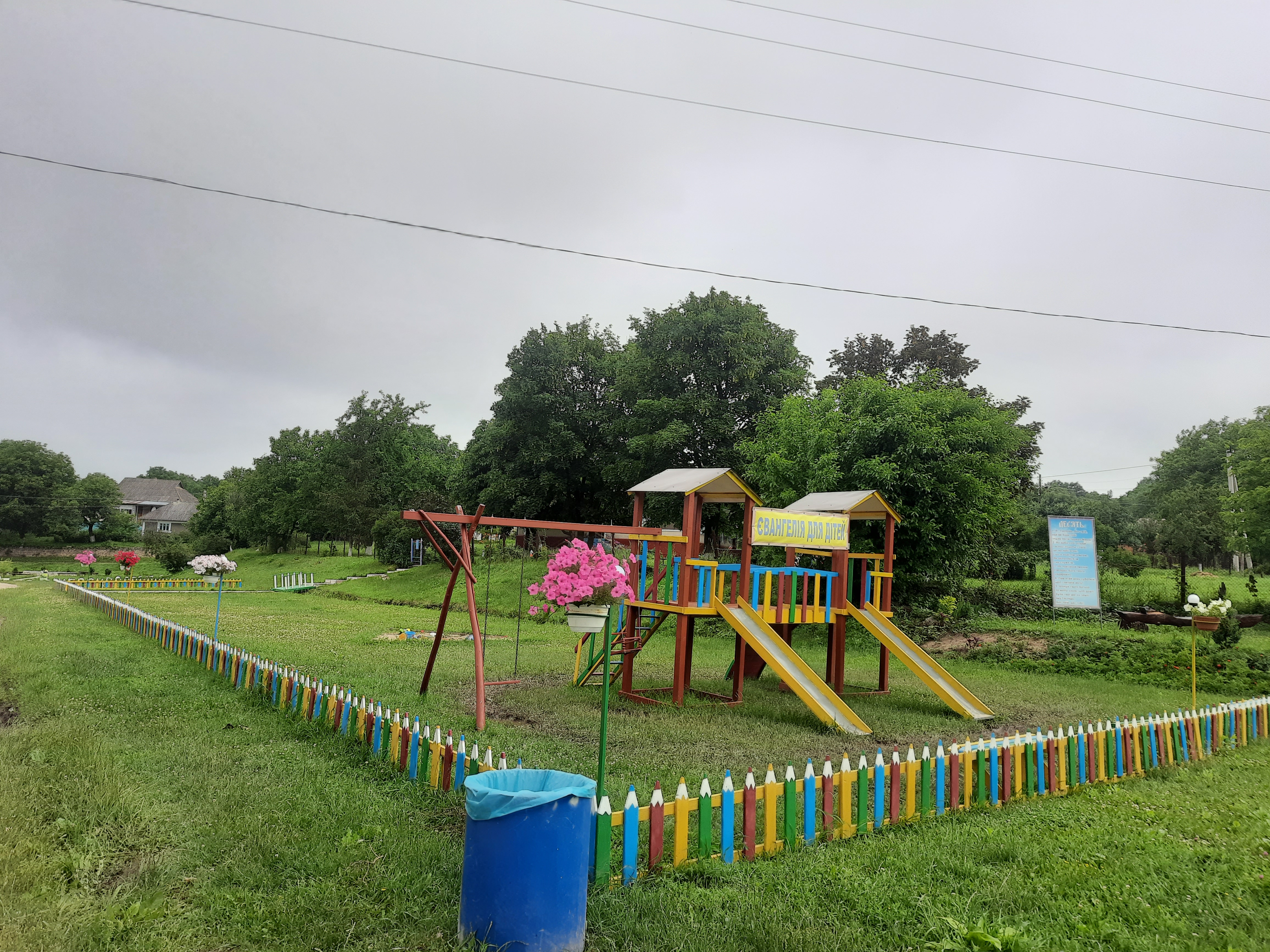
Дитячий майданчик
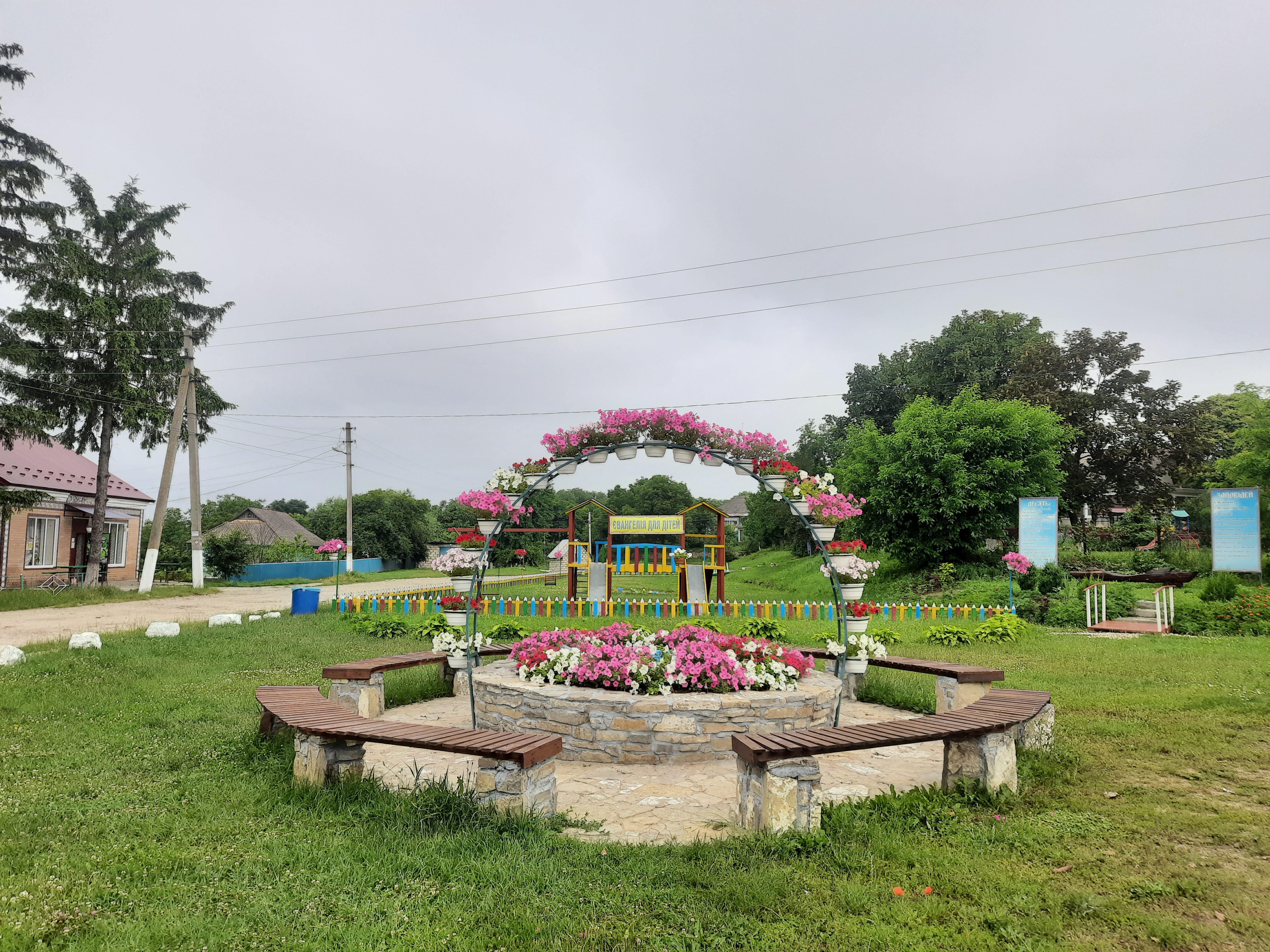
Центр села
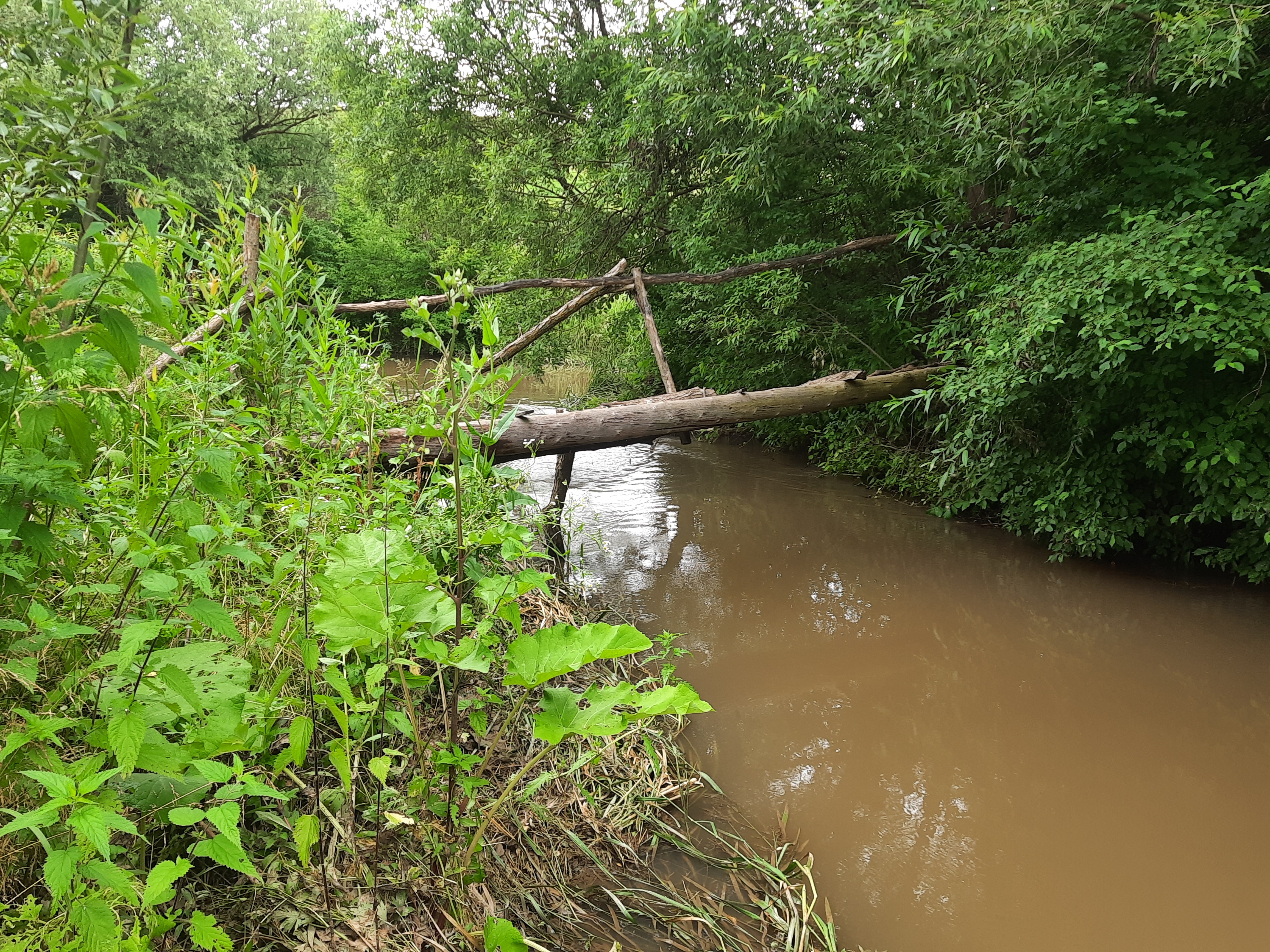
Річка Жванчик біля села
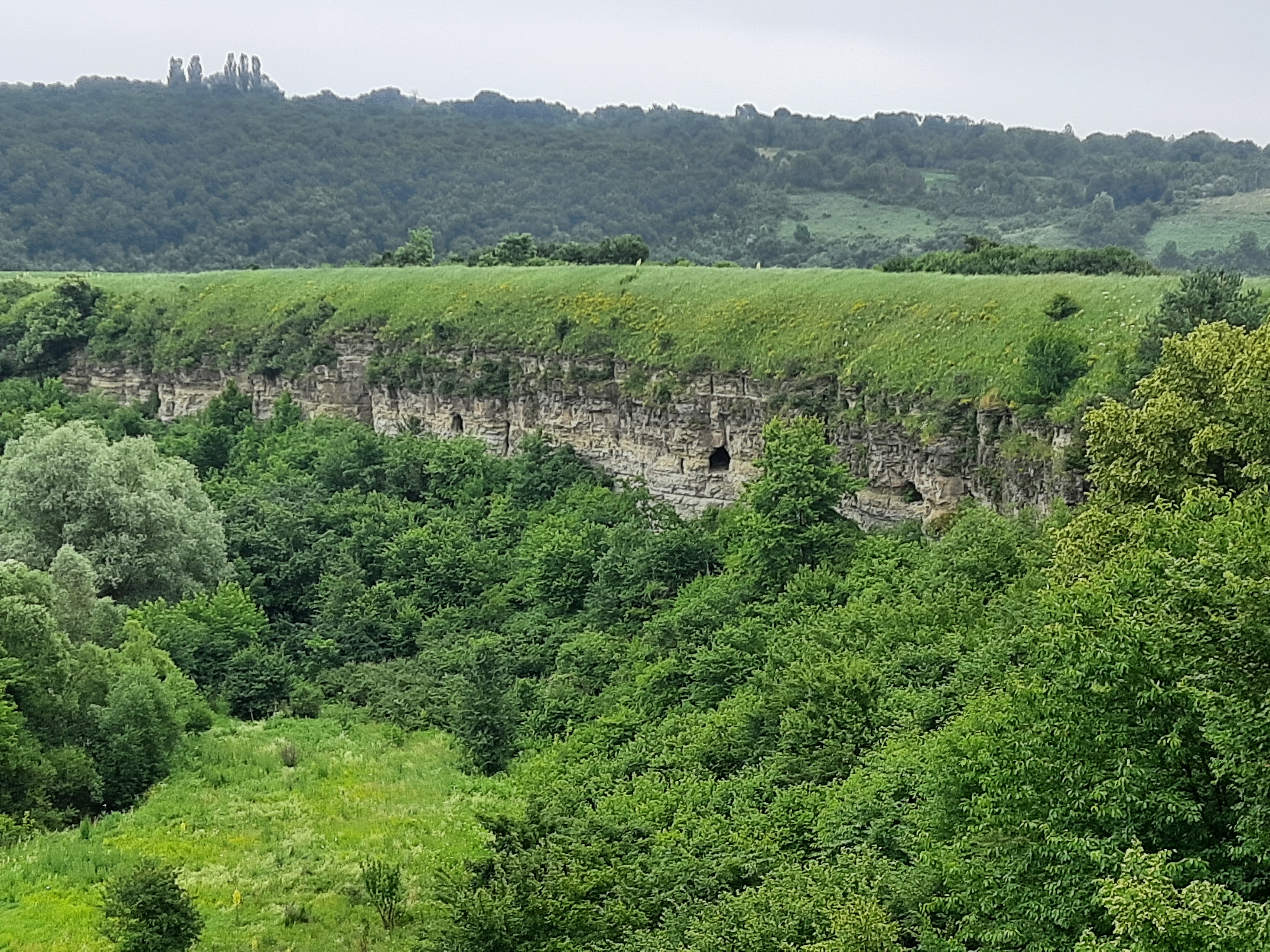
Каньйон річки Жванчик біля села